# Лоечес
Лоечес (ісп. Loeches) — муніципалітет в Іспанії, у складі автономної спільноти Мадрид. Населення — 7267 осіб (2010).
Муніципалітет розташований на відстані близько 24 км на схід від Мадрида.
На території муніципалітету розташовані такі населені пункти: (дані про населення за 2010 рік)
- Лоечес: 7084 особи
- Кантос-Асулес: 12 осіб
- Ла-Фонтадела: 0 осіб
- Ель-Монте: 0 осіб
- Вальдекастельянос: 0 осіб
- Вальдемера: 91 особа
- Вальдукар-і-Вальдегатос: 13 осіб
- Прадо-Консехіль: 67 осіб

## Демографія
Динаміка населення (INE ):

## Галерея зображень

Розташування муніципалітету у автономній спільноті Мадрид